# Ровенська обласна рада депутатів трудящих II скликання
Ровенська обласна рада депутатів трудящих другого скликання — представницький орган Ровенської області 1947-1950 років.
Нижче наведено список депутатів Ровенської обласної ради 2-го скликання, обраних 21 грудня 1947 року. Всього до обласної ради 2-го скликання було обрано 70 депутатів. 
| Прізвище, ім'я, по-батькові    | Виборчий округ            | Посада                                                                        | Примітки |
| ------------------------------ | ------------------------- | ----------------------------------------------------------------------------- | -------- |
| Алюкін Іван Павлович           | Боремельський № 70        | Ровенський обласний військовий комісар                                        |          |
| Антонюк Іван Оксентійович      | Зарічнянський № 34        | начальник Ровенського обласного управління МВС                                |          |
| Аркуша Павло Дем'янович        | Володимирецький № 54      | начальник Ровенського обласного управління сільського господарства            |          |
| Баля Іван Іванович             | Степанський № 40          | 1-й секретар Степанського райкому КП(б)У                                      |          |
| Бегма Василь Андрійович        | Клеванський № 30          | 1-й секретар Ровенського обкому КП(б)У                                        |          |
| Білецький Іван Вікторович      | Вербський № 43            | заступник голови Ровенського облвиконкому                                     |          |
| Булатіна Л.В.                  | Коростівський № 66        | вчителька Сатківської школи Острозького району                                |          |
| Бурий В.Д.                     | Здовбицький № 62          | голова Здолбунівського райвиконкому                                           |          |
| Васильківський Павло Гнатович  | Шубківський № 68          | голова Ровенського облвиконкому                                               |          |
| Великородов М.І.               | Довгошиївський № 47       | голова Ровенської обласної спілки споживчих товариств                         |          |
| Вісич Євген Маркович           | Бугринський № 28          | уповноважений Міністерства заготівель СРСР по Ровенській області              |          |
| Вознюк Володимир Адамович      | Млинівський № 58          | заступник голови Ровенського облвиконкому                                     |          |
| Волинець Микола Михайлович     | Дубнівський № 8           | майстер харчового цеху Дубнівської беконно-консервної фабрики                 |          |
| Волошенко Сава Васильович      | Ровенський міський № 1    | 2-й секретар Ровенського міськкому КП(б)У                                     |          |
| Гажала Яків Пантелеймонович    | Корецький № 13            | голова Корецького райвиконкому                                                |          |
| Гапій Дмитро Гаврилович        | Квасилівський № 24        | 2-й секретар Ровенського обкому КП(б)У                                        |          |
| Голос Антон Іванович           | Великоселищанський № 16   | голова Устенської сільської ради Соснівського району                          |          |
| Гудков Микола Григорович       | Костопольський № 41       | голова Костопольського райвиконкому                                           |          |
| Демидюк Степан Данилович       | Бельсько-Вольський № 37   | заступник голови Рафалівського райвиконкому                                   |          |
| Дмитришин Микола Лукич         | Теслугівський № 57        | секретар Ровенського облвиконкому                                             |          |
| Додь Феодосій Леонтійович      | Червоноармійський № 22    | голова Червоноармійського райвиконкому                                        |          |
| Євгенюк Наталія Тимофіївна     | Демидівський № 69         | колгоспниця колгоспу імені Хрущова села Демидівки Демидівського району        |          |
| Єфимчук-Дячук Уляна Василівна  | Клесівський № 39          | завідувач Ровенського обласного відділу соціального забезпечення              |          |
| Захаржевський Юліан Антонович  | Шпанівський № 26          | директор семирічної школи села Городок Ровенського району                     |          |
| Карпінський Гордій Ничипорович | Березнівський № 48        | змінний майстер Моквинської паперової фабрики Березнівського району           |          |
| Картухін Георгій Митрофанович  | Клеванський № 31          | голова Клеванського райвиконкому                                              |          |
| Клюшніков Ф.І.                 | Сарненський № 17          | начальник Ровенського обласного відділу місцевої промисловості                |          |
| Коваль Олександра Климівна     | Костопольський № 42       | трактористка Костопольської МТС                                               |          |
| Ковальчук Віра Іванівна        | Мирогощанський № 7        | селянка-активістка села Тараканів Дубнівського району                         |          |
| Комолов Ілля Іванович          | Дядьковицький № 25        | Ровенський обласний прокурор                                                  |          |
| Корень Трохим Остапович        | Бережницький № 51         | голова Колківського сільського споживчого товариства Дубровицького району     |          |
| Корнійчук Іван Михайлович      | Здолбунівський № 60       | старший кочегар Здолбунівського цементного заводу                             |          |
| Красиленко Захар Кузьмич       | Рафалівський № 36         | 1-й секретар Ровенського обкому ЛКСМУ                                         |          |
| Крашаниця Анатолій Федорович   | Сіннянський № 29          | редактор Ровенської обласної газети «Червоний прапор»                         |          |
| Кривошея С.П.                  | Повчанський № 45          | завідувач Ровенського обласного відділу культурно-освітніх установ            |          |
| Крупеня Варвара Василівна      | Деражнянський № 9         | колгоспниця колгоспу імені Сталіна Деражнянського району                      |          |
| Лисак Ольга Євдокимівна        | Козинський № 56           | агроном Козинського районного відділу сільського господарства                 |          |
| Литвинчук Пилип Іванович       | Острівський № 35          | голова Маломорочнівської сільської ради Зарічнянського району                 |          |
| Лугіна Марія Ничипорівна       | Рокитнянський № 20        | робітниця Рокитнянського склозаводу                                           |          |
| Макарук Агафія Корніївна       | Острожецький № 46         | ланкова колгоспу «Правда» села Бакорин Острожецького району                   |          |
| Мороченець Ксенія Степанівна   | Антонівський № 55         | колгоспниця колгоспу імені Леніна села Володимирець Володимирецького району   |          |
| Невірковець Ольга Павлівна     | Іванівський № 53          | ланкова колгоспу імені Ватутіна села Межиріч Межиріцького району              |          |
| Нікітюк Федір Петрович         | Малодорогостаївський № 59 | голова Малодорогостаївської сільської ради Млинівського району                |          |
| Петров Микола Іванович         | Дубровицький № 50         | начальник Ковельської залізниці                                               |          |
| Петровська Катря Климівна      | Семидубський № 44         | селянка села Стара Носовиця Вербського району                                 |          |
| Печений Михайло Іванович       | Злазнівський № 10         | 1-й секретар Деражнянського райкому КП(б)У                                    |          |
| Пирогов Микола Гаврилович      | Ровенський міський № 3    | головний лікар-хірург 1-ї Ровенської міської лікарні                          |          |
| Плієв Ісса Олександрович       | Здолбунівський № 61       | командувач 13-ї армії Прикарпатського військового округу, генерал-полковник   |          |
| Резнік Григорій Кузьмич        | Вичівський № 12           | 1-й секретар Висоцького райкому КП(б)У                                        |          |
| Романенко Василь Кирилович     | Гощанський № 27           | заступник завідувача Ровенського обласного відділу народної освіти            |          |
| Сиволап Петро Миколайович      | Ровенський міський № 4    | заступник завідувача Ровенського обласного фінансового відділу                |          |
| Синицька Ксенія Федорівна      | Пусто-Іванівський № 23    | ланкова колгоспу імені Ворошилова села Пусто-Іванне Червоноармійського району |          |
| Сідлер Ольга Гаврилівна        | Висоцький № 11            | голова Ровенського обкому спілки медично-санітарних працівників               |          |
| Слива Секлета Семенівна        | Богданівський № 14        | ланкова колгоспу імені 17 вересня села Бабино Корецького району               |          |
| Слобода Віра С.                | Будеразький № 33          | ланкова колгоспу імені РСЧА села Мізоч Мізоцького району                      |          |
| Тильчик Катерина Данилівна     | Тучинський № 67           | колгоспниця колгоспу імені Шевченка села Люцинів Тучинського району           |          |
| Тимошенко Михайло Георгійович  | Варковицький № 6          | голова Дубнівського райвиконкому                                              |          |
| Убийвовк Георгій Миколайович   | Соснівський № 15          | завідувач Ровенського обласного фінансового відділу                           |          |
| Усенко Андрій Корнійович       | Межиріцький № 52          | завідувач організаційно-інструкторського відділу Ровенського обкому КП(б)У    |          |
| Хейлик Іван Григорович         | Острозький № 63           | голова Ровенського обласного суду                                             |          |
| Хоменко Григорій Семенович     | Березнівський № 21        | завідувач Ровенського обласного відділу народної освіти                       |          |
| Христич Григорій Іванович      | Дубнівський № 5           | голова Ровенської обласної планової комісії                                   |          |
| Цибульський Дмитро Якович      | Ровенський міський № 2    | слюсар 5-ї дистанції колії Ковельської залізниці                              |          |
| Шевцов Володимир Антонович     | Мізоцький № 32            | голова Мізоцького райвиконкому                                                |          |
| Шевченко Володимир Григорович  | Кутянський № 65           | начальник Ровенського обласного управління МДБ                                |          |
| Шидловський Петро Овсійович    | Немовицький № 19          | голова колгоспу імені Сталіна села Стрільськ Сарненського району              |          |
| Шмат Степан Антонович          | Олександрійський № 38     | голова Олександрійського райвиконкому                                         |          |
| Шморгун Андрій Федотович       | Сарненський № 18          | голова Сарненського райвиконкому                                              |          |
| Шнайдер Віра Сильвестрівна     | Яблонівський № 49         | ланкова колгоспу імені Сталіна села Зурне Березнівського району               |          |
| Якимов Олексій Григорович      | Могилянський № 64         | голова Острозького райвиконкому                                               |          |

15 січня 1948 року відбулася 1-а сесія Ровенської обласної ради депутатів трудящих 2-го скликання. Головою облвиконкому обраний Васильківський Павло Гнатович, 1-м заступником голови —   Вознюк Володимир Адамович,  заступниками голови —  Білецький Іван Вікторович та Романенко Василь Кирилович. Секретарем облвиконкому обраний Дмитришин Микола Лукич.
Обрано Ровенський облвиконком у складі 15 депутатів: Васильківський Павло Гнатович — голова облвиконкому; Вознюк Володимир Адамович — 1-й заступник голови облвиконкому; Білецький Іван Вікторович — заступник голови облвиконкому; Романенко Василь Кирилович — заступник голови облвиконкому; Дмитришин Микола Лукич — секретар облвиконкому; Бегма Василь Андрійович — 1-й секретар Ровенського обкому КП(б)У; Аркуша Павло Дем'янович — начальник Ровенського обласного управління сільського господарства; Христич Григорій Іванович — голова Ровенської обласної планової комісії; Єфимчук-Дячук Уляна Василівна — завідувач Ровенського обласного відділу соціального забезпечення; Шидловський Петро Овсійович — голова колгоспу імені Сталіна Сарненського району; Цибульський Дмитро Якович — слюсар 5-ї дистанції колії Ковельської залізниці; Шнайдер Віра Сильвестрівна — ланкова колгоспу імені Сталіна Березнівського району; Тимошенко Михайло Георгійович —голова Дубнівського райвиконкому;  Алюкін Іван Павлович — Ровенський обласний військовий комісар;  Пирогов Микола Гаврилович — головний лікар-хірург 1-ї Ровенської міської лікарні.
Обрані завідувачі відділів облвиконкому: Христич Григорій Іванович — голова обласної планової комісії; Єфимчук-Дячук Уляна Василівна — завідувач обласного відділу соціального забезпечення; Аркуша Павло Дем'янович — начальник обласного управління сільського господарства; Убийвовк Георгій Миколайович — завідувач обласного фінансового відділу;  Хоменко Григорій Семенович — завідувач обласного відділу народної освіти; Чорнобров Пантелеймон Наумович — завідувач обласного відділу охорони здоров'я; Галицький Т.М. — завідувач обласного відділу торгівлі; Дубровський В.І. — завідувач обласного паливного відділу; Клюшніков П.І. — завідувач обласного відділу місцевої промисловості; Ковальов Олександр Тимофійович — завідувач обласного відділу харчової промисловості; Більмач А.Т. — завідувач обласного відділу в справах мистецтв; Осінський М.С. — начальник обласного управління будівельних матеріалів; Кривошея С.П. — завідувач обласного відділу культурно-освітніх установ; Матяшенко Дмитро Антонович — начальник обласного управління легкої промисловості; Нестеренко Василь Варламович — начальник обласного управління Міністерства юстиції СРСР; Стальников Михайло Олександрович — начальник обласного управління кінофікації; Зубашев М.Д. — завідувач загального відділу облвиконкому; Бабенко М.С. — завідувач сектору кадрів облвиконкому.